# Alido Grisanti
Alido Grisanti (Sustinente, 4 luglio 1919 – Sustinente, 29 maggio 2004) è stato un calciatore italiano, di ruolo centrocampista.

## Carriera
Centrocampista centrale, giocò per due stagioni in Serie A con il Genoa e per una con il Novara.